# ダニエル・ハリス・ローゼン
ダニエル・ハリス・ローゼン（Daniel Harris Rosen、1971年1月14日 - ）は、アメリカ合衆国ペンシルベニア州出身の視覚芸術家、キュレーター、プロデューサー、ライター、および映像、マルチメディア・プロジェクトのクリエイティブ・ディレクター。
TokyoDexのCEO兼クリエイティブ・ディレクターとして様々なアート系の企画に携わっている。日本語話者。
1990年に初来日。広告代理店にて、コピーライティングやデザインプロダクションに携わる一方、陶芸家としての活動を開始。2010年に多摩美術大学大学院美術研究科博士課を程了、同年TokyoDex創立。多摩美術大学在学中には、アートグループ・輪派絵師団の一員として注目を集め、Youtubeでの活動は1億1千万回以上の視聴を集める。
以来、大規模なインスタレーション作品に取り組み始め、デジタル画像・映像と焼物のハイブリッド作品を制作。日本のアート業界において25年以上のキャリアを築き上げてきた。

## 経歴

### 学歴
- 1992年 ペンシルベニア州立大学卒業（学士号：イタリア語・日本語）
- 1992年 関西外国語大学日本語・陶芸コース受講
- 2000年 - 2003年 ハワイ大学マノア校芸術学部
- 2007年 - 2010年 多摩美術大学大学院博士課程卒業

### アーティスト活動
- 鼓童（太鼓芸能集団※ツアースタッフとして）[6]
- 輪派絵師団[4]
- TokyoDex（現職、代表 兼 クリエイティブ・ディレクター）

## 主な活動
ダニエル・ハリス・ローゼンが代表、クリエイティブ・ディレクターを務める「TokyoDex」は、「アートを通じて新たな世界を届ける」を使命に、企業とアーティストをつなぎ、心動く体験を創造するエージェンシーとしての活動を続けている。
2012年12月の創立以来、５年以上に渡り、アートキュレーションの第一人者として活動を展開しており、多くのクライアントのオフィス環境を彩るアート作品をキュレーションしてきたほか、ドイツ大使館の壁画に描いたアート作品や、2018年に開催された日本最大級のミュージックイベントであるフジロックフェスティバルで飾られたジョニー・ウォーカーのキャラクター、ストライディングマンのペインティングを行うなど、特定の枠にとらわれない数々のプロジェクトを展開し、注目を集めている。
中でも、2018年2月6日にドイツ大使館の壁面に完成させたアートは、大きな注目を浴びた（東西冷戦の象徴として存在していたベルリンの壁をモチーフに、ベルリンの壁が崩壊してからの日数が、存在していた日数と同じ10,316日を迎えたことを記念に制作）。
近年では「Better with Art」のスローガンを打ち出しながら、企業カルチャーをアートで表現すべく、オフィスアートやそれに伴う、ワークショップにも注力しており、インディード (Indeed Japan) や、シービーアールイー (CBRE) などの企業の装飾を手掛けるほか、コシノジュンコや小池百合子、福澤朗らがオープニングイベントに登場した、東京・大塚の卓球コミュニティスペース「ping-pong ba」のウォールアートを手掛けるなど、アートの力でクライアントのクリエイティビティに寄与する取り組みを進めている。

## メディア出演・イベント登壇

### メディア出演
- Qetic：ドイツ大使館プロジェクト、完成時のインタビュー記事掲載[7]
- j-castニュース：東放学園専門学校ライブペインティング、プロジェクト関連記事[10]
- CINRA.NET：イベント登壇時の記事掲載[11]

### イベント登壇
- アシックス主催イベント『1day for 1000 days supported by ASICS』[11]
- 丸善雄松堂主催イベント『人に伝えるビジュアルづくり～職場で活きるマインドセット～』[12]
- アメリカ大使館主催『アメリカ人アーティストから学ぼう！レクチャー＆参加型ワークショップ』[13]